# Bill Jones
Clarence William "Bill" Jones (nacido el 18 de marzo de 1966 en Detroit, Míchigan) es un exjugador de baloncesto estadounidense que jugó una temporada en la NBA, además de hacerlo en la CBA, en Australia, Francia, Italia y Venezuela. Con 2,01 metros de estatura, juega en la posición de alero. Actualmente es el entrenador de los Windsor Express de la NBL Canadá.

## Trayectoria deportiva

### Universidad
Jugó durante cuatro temporadas con los Hawkeyes de la Universidad de Iowa, en las que promedió 7,8 puntos y 3,3 rebotes por partido. Tiene en la actualidad el segundo mejor promedio de robos de balón en una temporada de los Hawkeyes, con 2,1 robos por partido, sólo superado por Ryan Bowen con 2,5.

### Profesional
Tras no ser elegido en el Draft de la NBA de 1988, fichó por los Adelaide 36ers de la liga australiana, donde permaneció cuatro temporadas, logrando el título de campeón en 1986.
Regresó a su país para jugar en los Quad City Thunder de la CBA, hasta que en enero de 1989 fichó como agente libre por los New Jersey Nets hasta el final de temporada. Allí jugó 37 partidos, en los que promedió 3,5 puntos y 1,3 rebotes.
Volvió posteriormente a Australia, y después de nuevo a los Thunder. En 1990 fichó por el Montpellier Paillade Basket de la liga francesa, donde jugó dos temporadas, proclamándose en ambas mejor anotador de la competición, con unos promedios de 26,5 y 24,8 puntos por partido, respectivamente.
Al año siguiente fichó por el Paris Basket Racing, y de nuevo vuelta a los Thunder, hasta que en 1995 fichó por el Andrea Costa Imola de la liga italiana, donde jugó tres temporadas, pasando posteriormente por el A.P.L. Puteoli, que en 1999 se convirtió en el S.S. Basket Napoli, y finalmente por el Basket Rimini Crabs. En sus cinco temporadas en Italia promedió 21,0 puntos y 10,5 rebotes por partido. Acabó su carrera deportiva jugando un año con los Gaiteros del Zulia de la liga venezolana.

## Estadísticas de su carrera en la NBA

### Temporada regular
| Temporada | Edad | Equipo          | Liga | Pos. | P  | TIT | MIN | TC  | TCA | %TC  | 3P  | 3PA | %3P  | TL  | TLA | %TL  | R.OF. | R.DEF. | REB | ASIS | ROB | TAP | PER | FP  | PTS |
| 1988-89   | 22   | New Jersey Nets | NBA  | PF   | 37 | 0   | 8.3 | 1.4 | 2.8 | .490 | 0.0 | 0.0 | .000 | 0.8 | 1.2 | .674 | 0.5   | 0.7    | 1.3 | 0.5  | 0.5 | 0.2 | 0.5 | 1.0 | 3.5 |
| Total     |      |                 | NBA  |      | 37 | 0   | 8.3 | 1.4 | 2.8 | .490 | 0.0 | 0.0 | .000 | 0.8 | 1.2 | .674 | 0.5   | 0.7    | 1.3 | 0.5  | 0.5 | 0.2 | 0.5 | 1.0 | 3.5 |